# 佐藤誠 (海上自衛官)
佐藤 誠（さとう まこと、1959年（昭和34年）7月 - ）は、日本の元海上自衛官。第43代佐世保地方総監。

## 略歴
青森県出身。防衛大学校を第26期卒業し、海上自衛隊に入隊。
職種は固定翼航空機。
入隊後は主に航空隊や海上幕僚監部等で勤務、外務事務官や外務省出向といったいわゆる軍人外交も経験している。その後航空集団司令官、海上自衛隊補給本部長等の要職を歴任し、2016年（平成28年）12月22日第43代佐世保地方総監に就任、2017年（平成29年）12月20日に退官した。

## 年譜
- 1982年（昭和57年）3月：防衛大学校第26期卒業、海上自衛隊入隊
- 1996年（平成8年）7月：2等海佐
- 1997年（平成9年）3月：第3飛行隊勤務
- 1998年（平成10年）：第3飛行隊長
- 1999年（平成11年）3月：海上幕僚監部人事計画課勤務
- 2001年（平成13年）1月：1等海佐
- 2001年（平成13年）5月：外務事務官（トルコ）
- 2004年（平成16年）8月：海上幕僚監部防衛課
- 2004年（平成16年）12月：兼統合幕僚監部3室兼外務省出向
- 2005年（平成17年）4月：第1航空群第7航空隊司令
- 2006年（平成18年）8月：海上幕僚監部人事計画課長
- 2009年（平成21年）7月：海将補に昇任、第4航空群司令
- 2011年（平成23年）8月：海上幕僚監部監察官
- 2012年（平成24年）12月：佐世保地方総監部幕僚長
- 2014年（平成26年）3月：海将に昇任、航空集団司令官
- 2015年（平成27年）8月：補給本部長
- 2016年（平成28年）12月：第43代佐世保地方総監
- 2017年（平成29年）12月：退官